# Приекульский край (Курземе)
Прие́кульский край (латыш. Priekules novads) — бывшая административно-территориальная единица на юго-западе Латвии, в историко-культурной области Курземе. Край состоял из пяти волостей и административного центра города Приекуле.
Приекульский край был образован 1 июля 2009 года из части расформированного Лиепайского района.
Площадь края составляла 519,7 км². Край граничил с Руцавским, Гробинским, Айзпутским, Вайнёдским, Дурбским краями Латвии и Клайпедским уездом Литвы.
В 2021 году, в результате административно-территориальной реформы, Приекульский край был упразднён и передан в состав Южно-Курземского края.

## Население
На 1 января 2010 года население края составляло 6611 человек.
Национальный состав населения края по итогам переписи населения Латвии 2011 года:
| Национальность | Численность, чел. (2011) | %        |
| -------------- | ------------------------ | -------- |
| Латыши         | 4662                     | 79,87 %  |
| Русские        | 198                      | 3,39 %   |
| Белорусы       | 52                       | 0,89 %   |
| Украинцы       | 111                      | 1,90 %   |
| Поляки         | 14                       | 0,24 %   |
| Литовцы        | 777                      | 13,31 %  |
| Другие         | 23                       | 0,39 %   |
| всего          | 5837                     | 100,00 % |

## Территориальное деление
- город Приекуле (латыш. Priekules pilsēta);
- Бункская волость (латыш. Bunkas pagasts), центр — Бунка;
- Виргская волость (латыш. Virgas pagasts), центр — Паплака;
- Грамздская волость (латыш. Gramzdas pagasts), центр — Грамзда;
- Калетская волость (латыш. Kalētu pagasts), центр — Калети;
- Приекульская волость (латыш. Priekules pagasts), центр — Приекуле.